# Правительство Лаоса
Правительство Лаоса (лаос. ລັດຖະບານລາວ) — основной исполнительный орган Лаосской Народно-Демократической Республики (ст. 69), главой которого является президент. Срок полномочий правительства равен сроку полномочий Национальной ассамблеи (ст. 71).

## История
12 октября 1945 года, после провозглашения независимости Лаоса, созданы временные структуры, в том числе правительство. После подписания соглашений в Женеве в 1954 году, которыми независимость Лаоса признана на международном уровне, силы государства оказались разделёнными между Фронтом освобождения Лаоса (Нео Лао Итсала) и королевским правительством, однако на выборах в Национальную ассамблею 1955 года Фронт освобождения Лаоса отстранён от участия, после чего в 1956 году преобразован в Патриотический фронт Лаоса. В результате переговоров организовано правительство национального единства, в состав которого вошли два представителя Патриотического фронта Лаоса, которое просуществовало до 1958 года, когда было расформировано и вновь создано только в 1962 году. В 1973 году в ходе формирования новых органов власти (Верховное народное собрание, президент), создано новое правительство, возглавляемое премьер-министром Кейсоном Фомвиханом. В 1991 году принята первая Конституция, определившая состав, права и обязанности правительства.

## Полномочия
Правительство может предлагать проекты законов (ст.59), реализует обязанности государства в политической, экономической, социальной, культурной отраслях, а также в отрасли национальной защиты, безопасности и международной политики (ст.59).
К полномочиям правительств Лаоса относятся исполнение конституции и законов государства, решений Национальной ассамблеи, указов президента, подготовка проектов указов и декретов для президента, разработка планов социально-экономического развития, подготовка проектов бюджета, общая координация деятельности министерств, местных органов власти, подписание международных договоров и проверка их исполнения. Правительство отчитывается Национальной ассамблее, в перерывах между сессиями Национальной ассамблеи — Постоянному комитету Национальной ассамблеи (ст. 70).
Национальная ассамблея может высказать недоверие ко всему правительству, или к одному из его членов в случае поддержания данного вопроса 1/4 от общего числа ассамблеи. После такого высказывания недоверия в течение 24 часов Президент может вернуть вопрос в Национальную ассамблею для пересмотра, где повторное рассмотрение должно состояться не позднее 48 часов. В случае если новым голосованием вотум недоверия принимается, то правительство или соответствующий его член, должны уйти в отставку (ст. 74).

## Состав
В состав правительства входят:
- Премьер-министр
- Заместители премьер-министра
- Министры
- Председатель государственного комитета планирования
- Постоянный секретарь администрации президента
- Председатель Центрального банка[1].